# Cerotelion racovitzai
Cerotelion racovitzai är en tvåvingeart som beskrevs av Loïc Matile och Burghele-balacesco 1969. Cerotelion racovitzai ingår i släktet Cerotelion och familjen platthornsmyggor. Inga underarter finns listade i Catalogue of Life.